# Площадь Пять Углов (Мурманск)
Пять Угло́в — главная площадь Мурманска. С 1977 по 21 декабря 1990 года носила название площадь Советской Конституции.
Название Пять Углов площадь получила из-за пяти углов (возможно по аналогии с ленинградскими Пяти углами), которые образовывались на пересечении современных проспекта Ленина, улиц Воровского и Самойловой. Позже два угла, образуемых улицей Самойловой (бывшая часть проспекта Ленина) были объединены в один. Также площадь окаймляют улицы Ленинградская и Софьи Перовской и пересекает Пушкинская улица.
На площади находятся — здание Мурманской областной Думы (ранее управление ПО «Севрыба»), Дворец культуры и техники им. С. М. Кирова, Главпочтамт, гостиницы «Арктика» и «Меридиан», универмаг «Волна». До середины 1980-х годов на площади оставались двухэтажные деревянные дома — последний из них был снесен по окончании строительства гостиницы «Арктика».

## Галерея

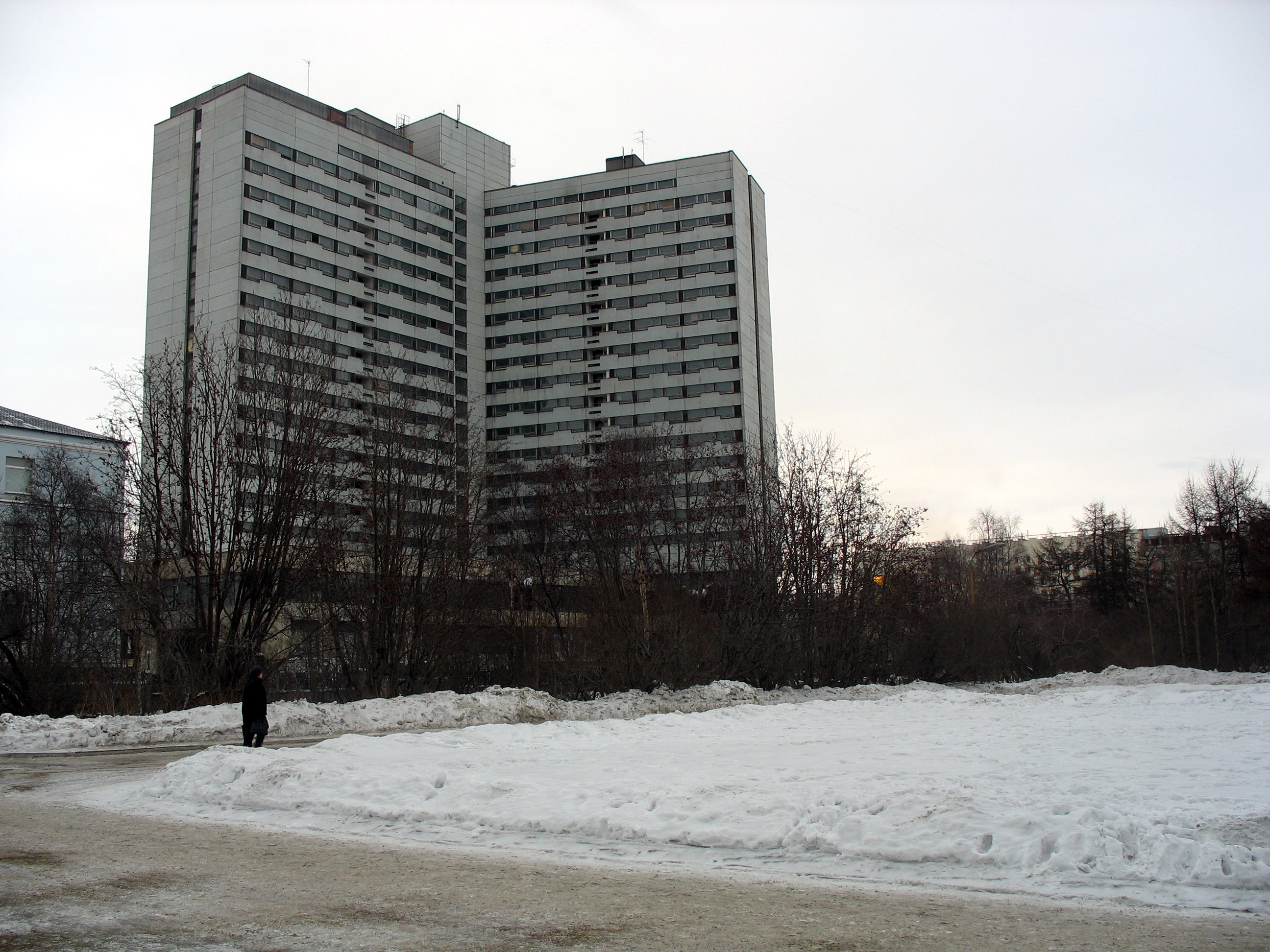
Гостиница «Арктика»
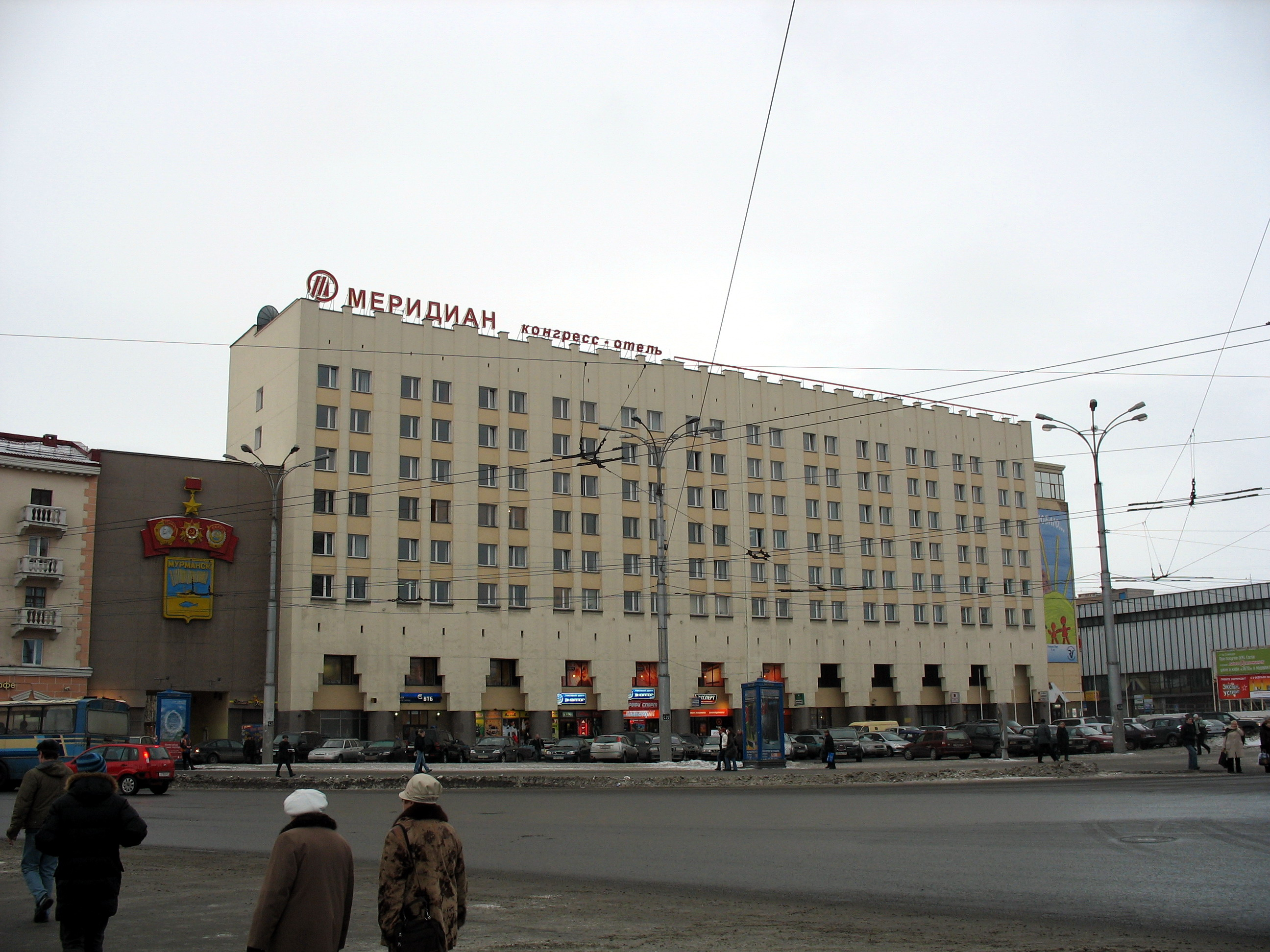
Гостиница «Меридиан»
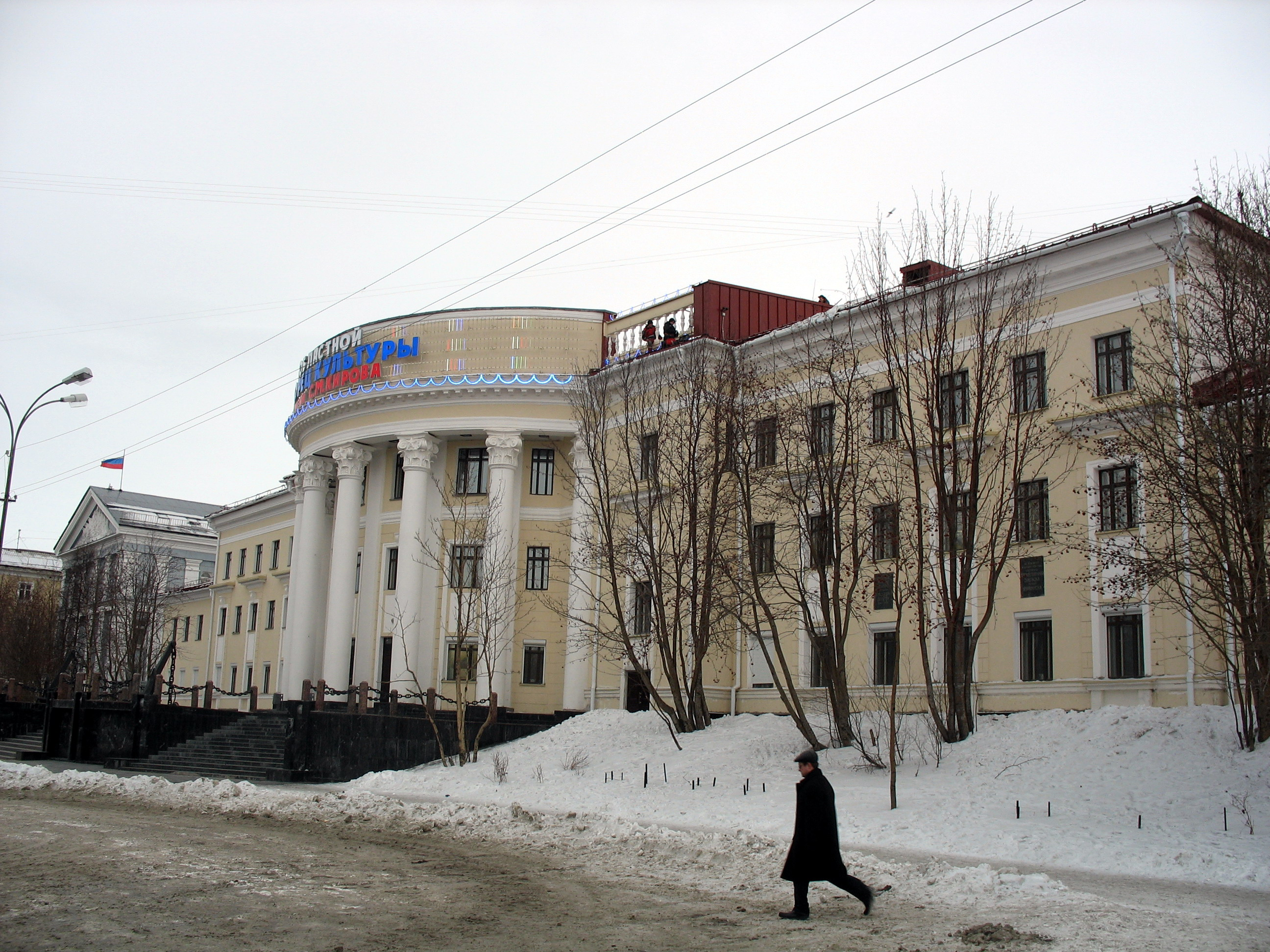
ДК им. Кирова
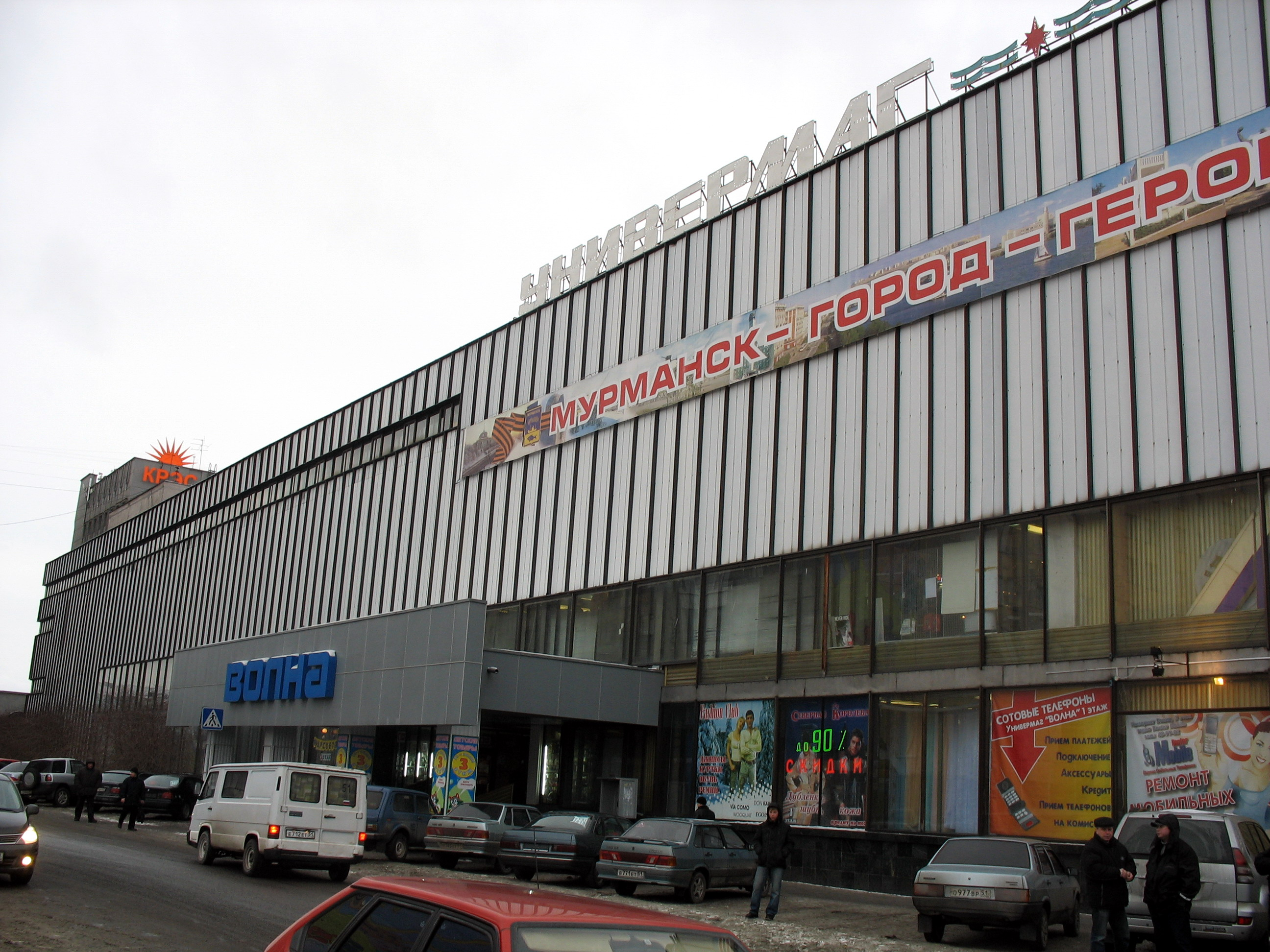
Универмаг «Волна»
Памятник С. М. Кирову